# Герасименко, Сергей Андреевич
Сергей Андреевич Герасименко — советский хозяйственный, государственный и политический деятель.

## Биография
Родился в 1906 году в селе Гута-Муравинка. Член КПСС.
С 1923 года — на хозяйственной, общественной и политической работе. В 1923—1981 гг. — слесарь, токарь на заводе, выпускник Московского механико-машиностроительного института имени Баумана, технолог-конструктор, начальник отдела, начальник цеха на заводе № 26 в Уфе, заведующий отделом авиационной промышленности Башкирского областного комитета ВКП(б), директор завода № 85 («Гидравлика») в Уфе, генеральный директор Уфимского авиационного производственного объединения.
Умер в Уфе в 1999 году.